# نيسا

شعار مدينة نيسا

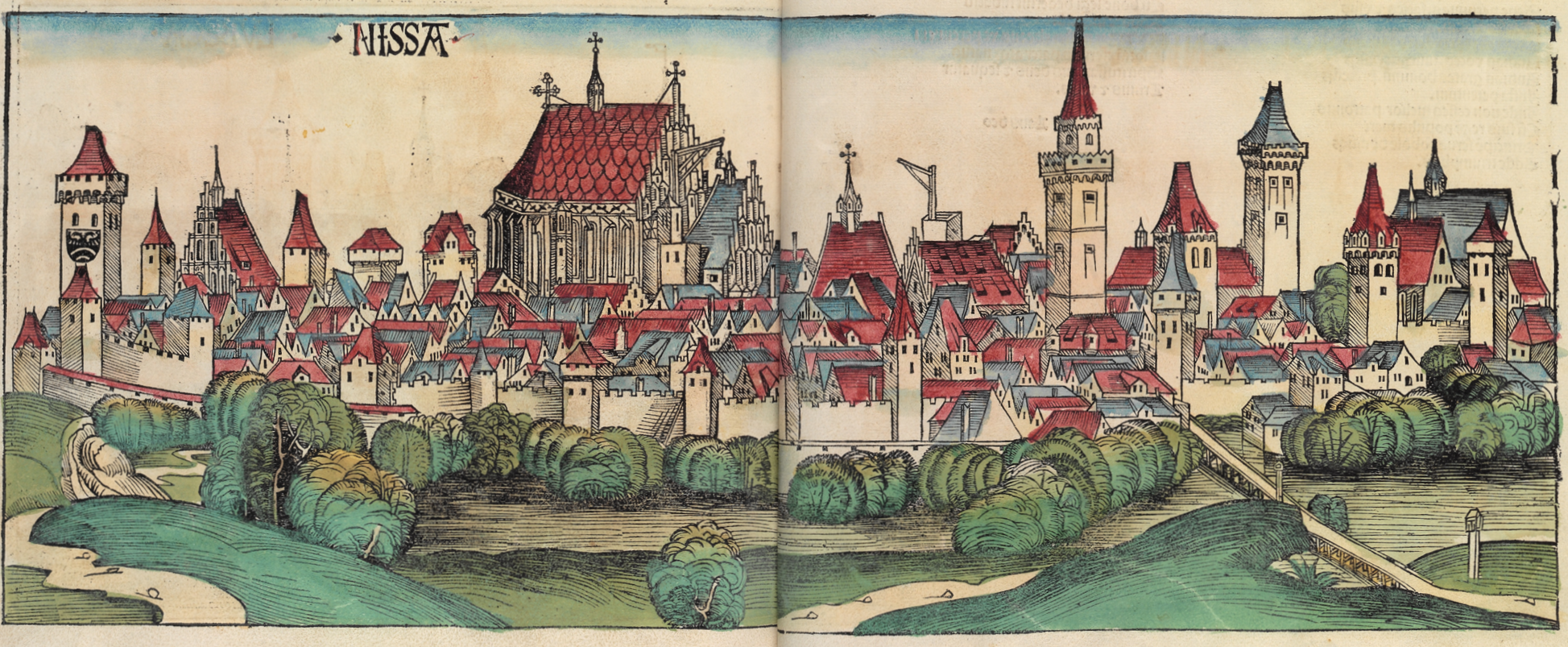
مدينة نيسا عام 1493 م

نِيسَا (Nysa) مدينة تقع في الجنوب الغربي لبولندا. بلغ عدد سكانها 48.400 نسمة عام 2004.

## توأمة
لنيسا اتفاقيات توأمة مع كل من:
- بالتييسك
- لودينغهاوزن
- إنغلهايم آم راين (2002 - )
- يسينيك
- شومبيرك
- Taverny [الإنجليزية]‏
- مرسى علي
- باطوم (2017 - )[8]

## أعلام
- ويلهلم هاس
- رومان فوجسيكي
- كارل هوفمان
- باول ألبرت
- كونراد بلوخ
- أرنولد برلينر
- كريستوف شاينر
- جوزيف فرايهر فون أيشندورف
- كريستيان فريدريك كوش
- إدوارد مولر